# Giuseppe Di Giacomo
Giuseppe Di Giacomo (Avola, 1 de enero de 1945) es un filósofo italiano y ensayista.
Autor de aproximadamente cien publicaciones científicas sobre la relación entre la Estética y la Literatura, así como de la relación entre la Estética y las Artes Visuales, con énfasis en la cultura moderna y contemporánea. Ha trabajado también temas como la imagen, la representación, la relación entre vida y arte, la memoria y la noción de testimonio.